# Rogeria foreli
Rogeria foreli es una especie de hormiga del género Rogeria, tribu Solenopsidini, familia Formicidae. Fue descrita científicamente por Emery en 1894.
Se distribuye por Argentina, Barbados, Brasil, Colombia, Costa Rica, Guayana Francesa, Granada, Guadalupe, Guatemala, Guayana, Panamá, Puerto Rico, San Vicente y las Granadinas, Trinidad y Tobago, Estados Unidos, Islas Vírgenes de los Estados Unidos y Venezuela. Se ha encontrado a elevaciones de hasta 1500 metros. Habita en bosques húmedos, jardines y matorrales.